# Co-op América
Co-op America, agora Green America,  é uma organização sem fins lucrativos que promove consumo responsável nos E.U.A., dedicada a usar o poder econômico dos consumidores, investidores e Comerciantes para promover a justiça social e proteger o meio ambiente e dar amparo e ajuda aos consumidores e comerciantes verdes que se encontram no mercado. Os negócios que passaram com sucesso o processo de seleção da Green America e foram aprovados para ser listados como de responsabilidade social e ambientalista são relacionados no site da empresa. O selo aprovado da Green America é dado aos negócios do pretendente que se operam de forma a dar suporte a trabalhadores, comunidades que protegem o meio ambiente.
O selo se torna importante para as exportações no Brasil.